# Pinillos (ort)
Pinillos är en ort i Colombia.   Den ligger i departementet Bolívar, i den norra delen av landet, 500 km norr om huvudstaden Bogotá. Pinillos ligger 19 meter över havet och antalet invånare är 6 218. Den ligger vid sjön Ciénaga Manteguera.
Terrängen runt Pinillos är mycket platt. Runt Pinillos är det ganska glesbefolkat, med 24 invånare per kvadratkilometer. Det finns inga andra samhällen i närheten. Trakten runt Pinillos består huvudsakligen av våtmarker.